# 于尔根·普法伊费尔
于尔根·普法伊费尔（德語：Jürgen Pfeiffer，20世纪—），德国男子赛艇运动员。他曾代表东德参加世界赛艇锦标赛，获得二枚金牌，均来自于男子双人单桨有舵手项目。